# Дуглас (округ, Небраска)
Шаблон:StateAbbr_ 41°17′43″ пн. ш. 96°09′16″ зх. д. / 41.29535° пн. ш. 96.15448° зх. д.
Округ Дуґлас (англ. Douglas County) — округ (графство) у штаті Небраска, США. Ідентифікатор округу 31055.

## Історія
Округ утворений 1854 року.

## Демографія
За даними перепису 2000 року загальне населення округу становило 463585 осіб, зокрема міського населення було 452265, а сільського — 11320.
Серед мешканців округу чоловіків було 226734, а жінок — 236851. В окрузі було 182194 домогосподарства, 115083 родин, які мешкали в 192672 будинках.
Середній розмір родини становив 3,12.
Віковий розподіл населення поданий у таблиці:
| Стать    | До 15 років | 15-21 | 22-29 | 30-39 | 40-49 | 50-65 | 65-85 | Понад 85 |
| -------- | ----------- | ----- | ----- | ----- | ----- | ----- | ----- | -------- |
| Чоловіки | 52269       | 24026 | 28525 | 36216 | 34355 | 31020 | 18672 | 1651     |
| Жінки    | 50315       | 23216 | 28787 | 35230 | 35982 | 32849 | 25782 | 4690     |

## Суміжні округи
- Вашингтон — північ
- Поттаваттамі, Айова — схід
- Сарпі — південь
- Сондрес — захід
- Додж — північний захід

## Виноски
1. ↑  US Decennial Census. US Census Bureau. Архів оригіналу за 26 квітня 2015. Процитовано 6 грудня 2014.
2. ↑  Historical Census Browser. University of Virginia Library. Архів оригіналу за 11 серпня 2012. Процитовано 6 грудня 2014.
3. ↑  Population of Counties by Decennial Census: 1900 to 1990. US Census Bureau. Архів оригіналу за 27 квітня 2015. Процитовано 6 грудня 2014.
4. ↑  Census 2000 PHC-T-4. Ranking Tables for Counties: 1990 and 2000 (PDF). US Census Bureau. Архів оригіналу (PDF) за 18 грудня 2014. Процитовано 6 грудня 2014.
5. ↑  State & County QuickFacts. US Census Bureau. Архів оригіналу за 28 липня 2011. Процитовано 19 вересня 2013.(англ.) Наведено за англійською вікіпедією.
6. ↑  American FactFinder. Бюро перепису населення США. Архів оригіналу за 21 травня 2008. Процитовано 31 січня 2008.

| США | Це незавершена стаття з географії США. Ви можете допомогти проєкту, виправивши або дописавши її. |